# 稻草之盾
《稻草之盾》（藁の楯）日本作家木内一裕的警察小説，2004年出版。導演三池崇史於2013年改編成電影《十億追殺令》。

## 劇情
清丸國秀因為虐殺6歲女童而被捕入獄；卻在出獄不久又殘殺了一名女童。這次的遇害者是日本政治與金融界大老蜷川隆興孫女蜷川知香。警方對清丸國秀發出通緝令後，不停地進行搜查，但是清丸國秀依然行蹤成謎。
就在警方一無所獲地作了三個月白工之後，日本國內三家大型報紙忽然以斗大的篇幅刊登同一則廣告，蜷川隆興為了替孫女報仇，以十億日幣的賞金懸賞殺死清丸國秀。在逃中的清丸國秀因為擔心自己的安全，於是到福岡警局自首。
為了把清丸國秀平安地送到東京都警察廳，警方派出五名精英特警隨行護送。

## 登場人物
- 銘苅一基（めかり かずき） - 警視廳警備部警護課機動警備隊SP。
- 清丸國秀（きよまる くにひで）- 殺人犯。
- 蜷川隆興（にながわ たかおき）- 政治與金融界大老。被害者蜷川知香祖父。
- 清丸護送組織
  - 白岩篤史（しらいわ あつし） - 銘苅後輩。警備課機動警備隊。
  - 奥村武（おくむら たけし） - 警視廳捜査一課警部補。
  - 神箸正貴（かんばし まさたか） - 同巡査部長。
  - 関谷賢示（せきや けんじ）- 福岡縣警捜査一課巡査部長。
- 由里千賀子（ゆり ちかこ）- 静岡縣計程車司機。

## 電影
《十億追殺令》由三池崇史執導、2013年4月26日於丸之内皮卡迪利ー1、新宿皮卡迪利、涉谷HUMAX CINEMA、六本木新城全国公開。《十億追殺令》是日本電視台放送網開局60周年記念作品，入圍第66屆坎城影展。

## 脚注
1. ↑  . 映画.com. 2013-04-22  [2013-11-03]. （原始内容存档于2013-11-02）.
2. ↑  .   [2013-11-03]. （原始内容存档于2013-11-04）.

## 外部資料
- 映画『藁の楯』公式サイト （页面存档备份，存于）
- 小説『藁の楯』公式サイト/Facebook （页面存档备份，存于）